# Lucius Domitius Proculus
Lucius Domitius Proculus (Λουκιος Δομιτιος Προκλος) war ein im 1. und 2. Jahrhundert n. Chr. lebender Angehöriger des römischen Ritterstandes (Eques). Durch eine Inschrift, die in Prusias ad Hypium gefunden wurde, sind einzelne Stationen seiner Laufbahn bekannt.
Proculus war zunächst Präfekt (επαρχον) der Cohors VI Lusitanorum, die zu diesem Zeitpunkt in der Provinz Raetia stationiert war. Danach wurde er Kommandeur der Cohors I Cugernorum, die zum Zeitpunkt seines Kommandos in der Provinz Britannia stationiert war. Im Anschluss war er Tribun (Χειλιαρχην) in zwei Legionen: zunächst in der Legio II Augusta in Britannia und danach in der Legio VII Gemina in Hispania.
Sein Grabstein mit der Inschrift wurde in Prusias errichtet; er stammte daher vermutlich aus dieser Stadt. Da die Cohors I Cugernorum ohne die Ehrenbezeichnung Ulpia Traiana aufgeführt ist, dürfte der Grabstein in das frühe 2. Jahrhundert zu datieren sein.